# Chapelle Notre-Dame de Valentine
La chapelle Notre-Dame de Valentine est une chapelle catholique française du XIIe siècle agrandie au XXe siècle, située  à proximité du village de Ségur-les-Villas dans le département du Cantal, en France.

## Histoire
À l’origine la chapelle est une fondation seigneuriale. On la doit probablement au lignage des Valentine qui lui ont donné leur nom. Ceux-ci sont mentionnés dans la documentation médiévale à partir du XIIe siècle. À cette époque, le petit sanctuaire constituait le lieu de culte d’un château, près duquel s’était développé un village, l’un et l’autre avaient disparu avant la révolution. Au XXe siècle une nouvelle chapelle plus vaste a remplacé le petit édifice médiéval qui s’était perpétué grâce à la popularité de son pèlerinage.

## Galerie

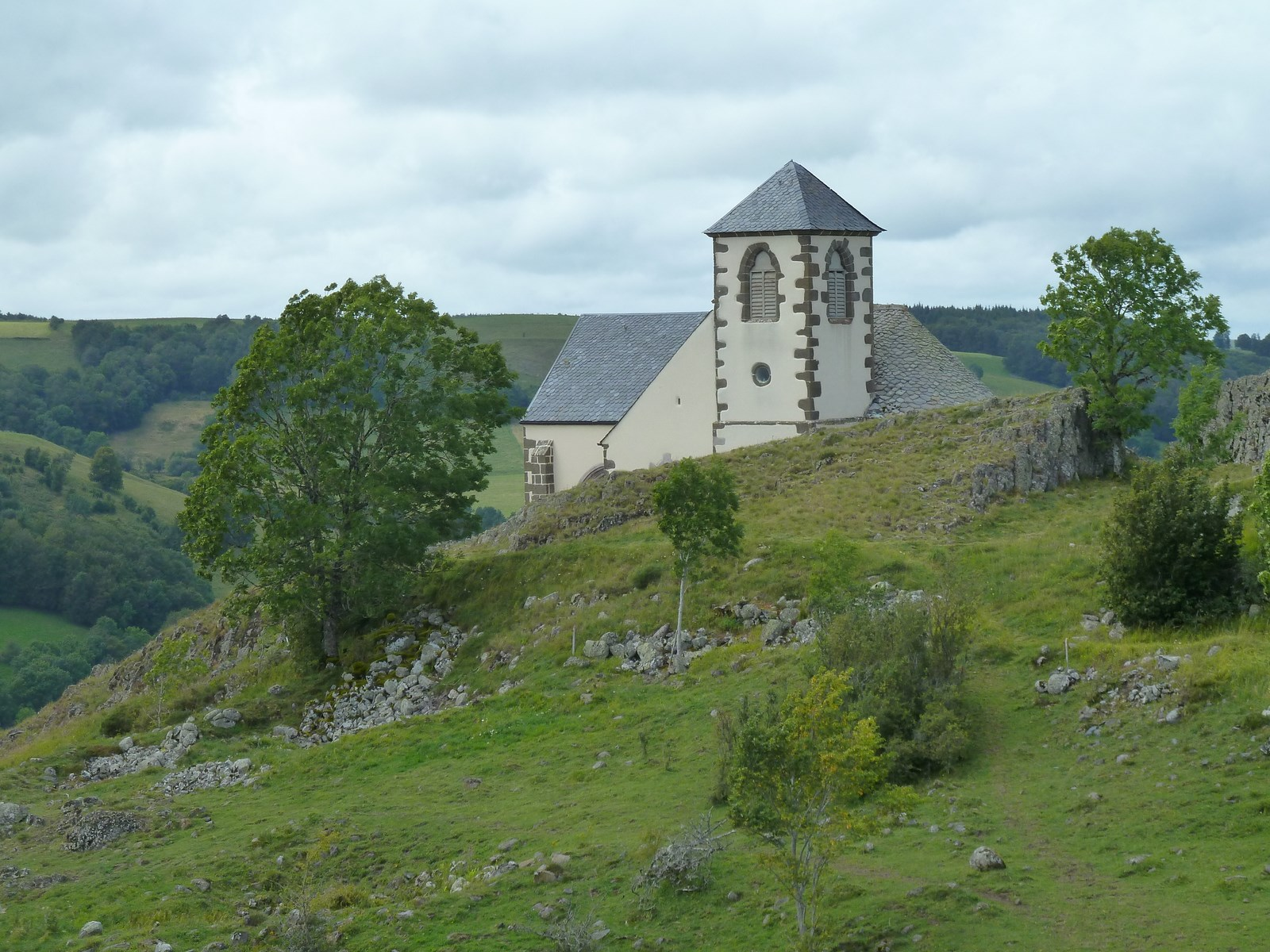
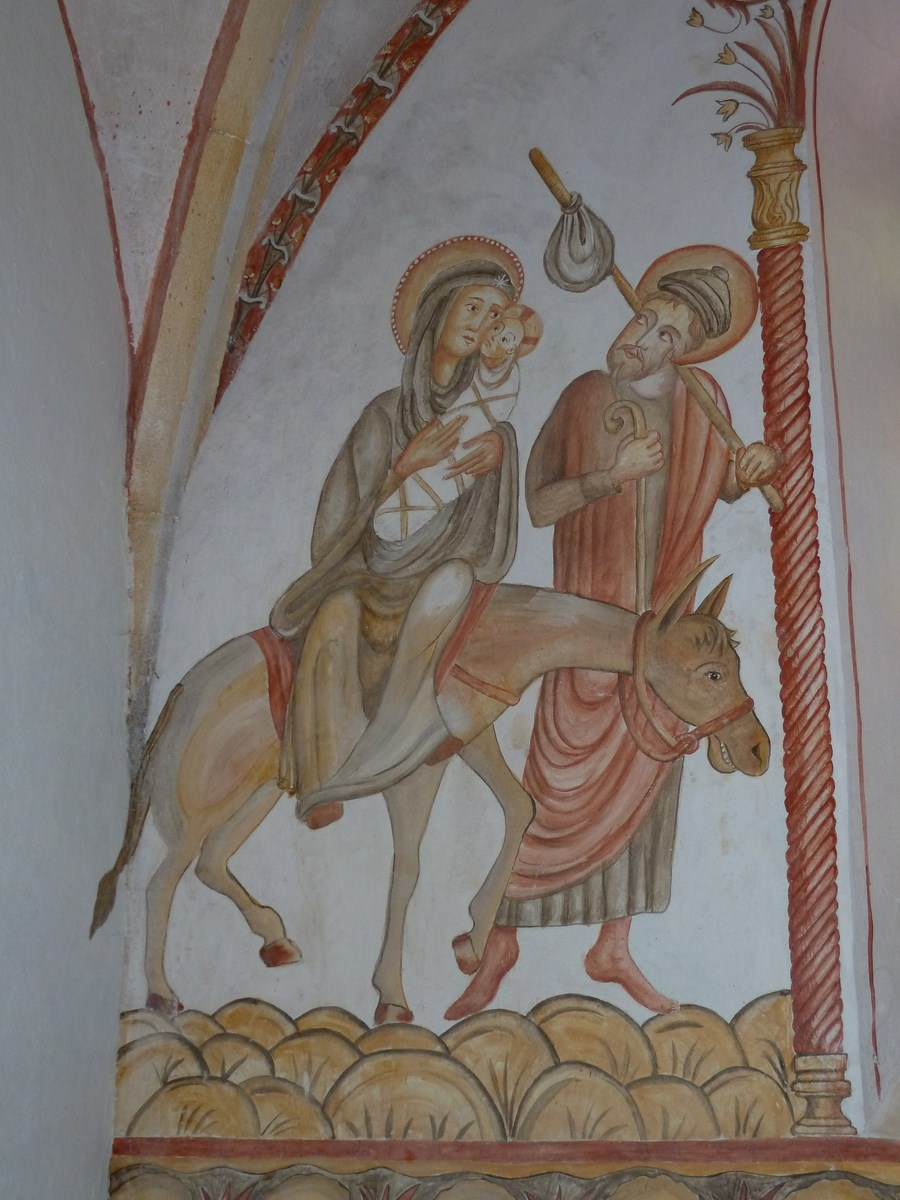
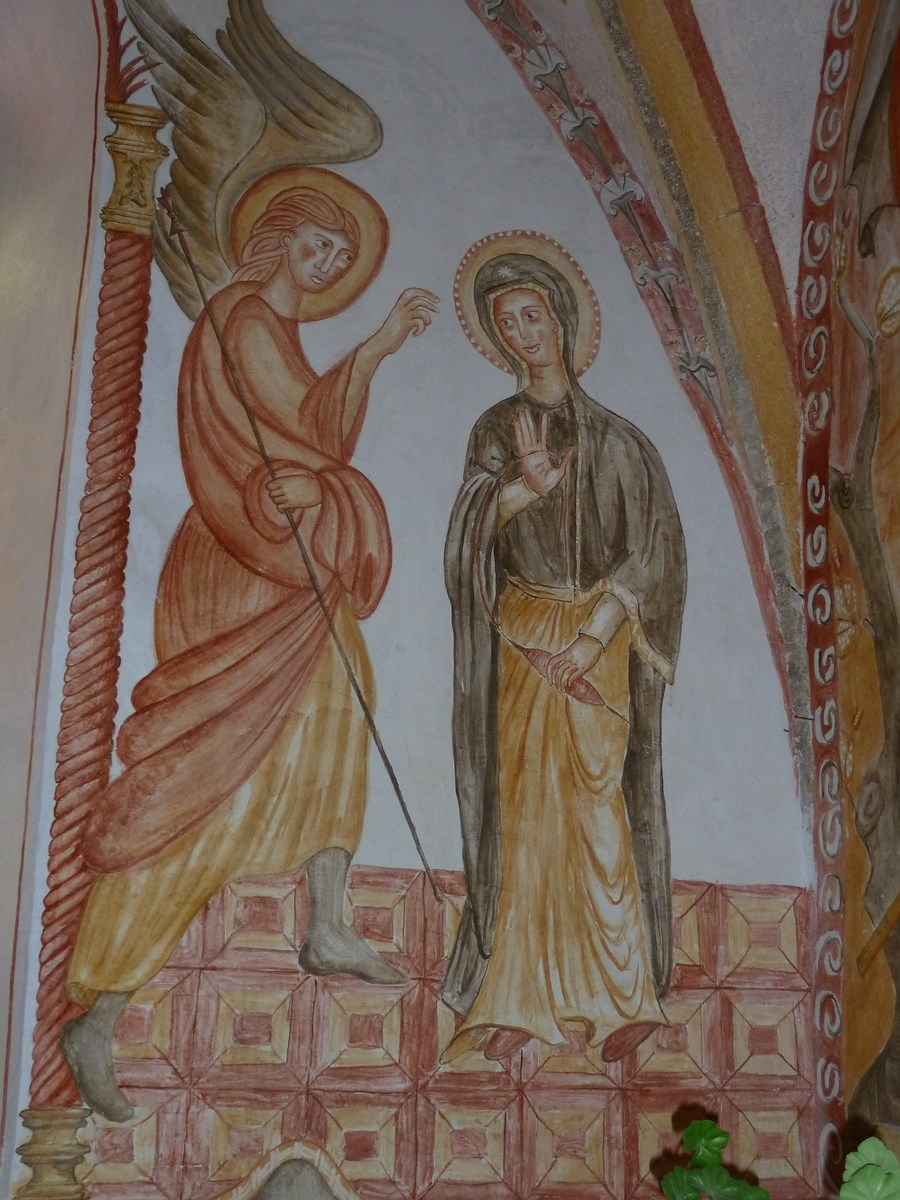
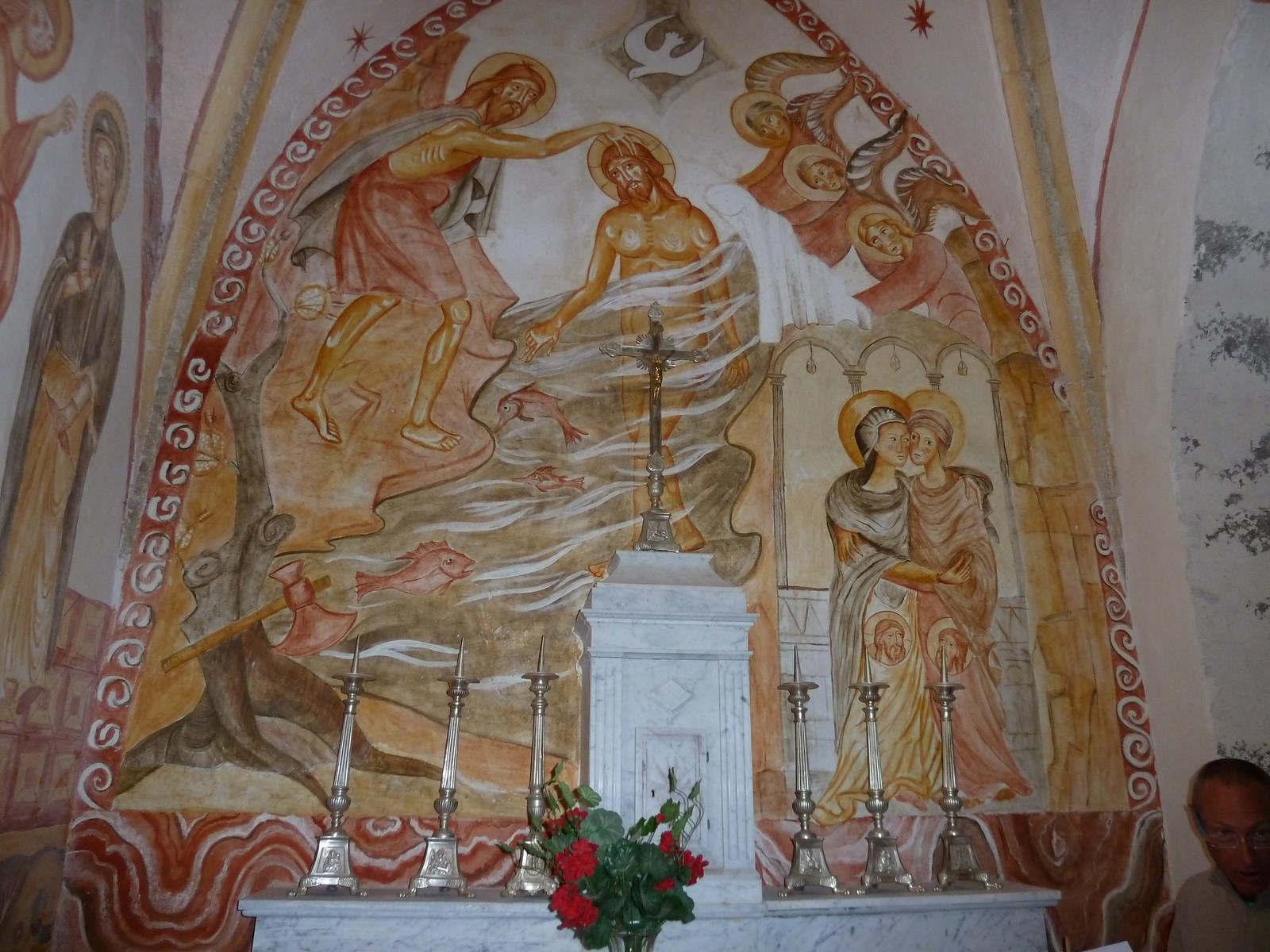
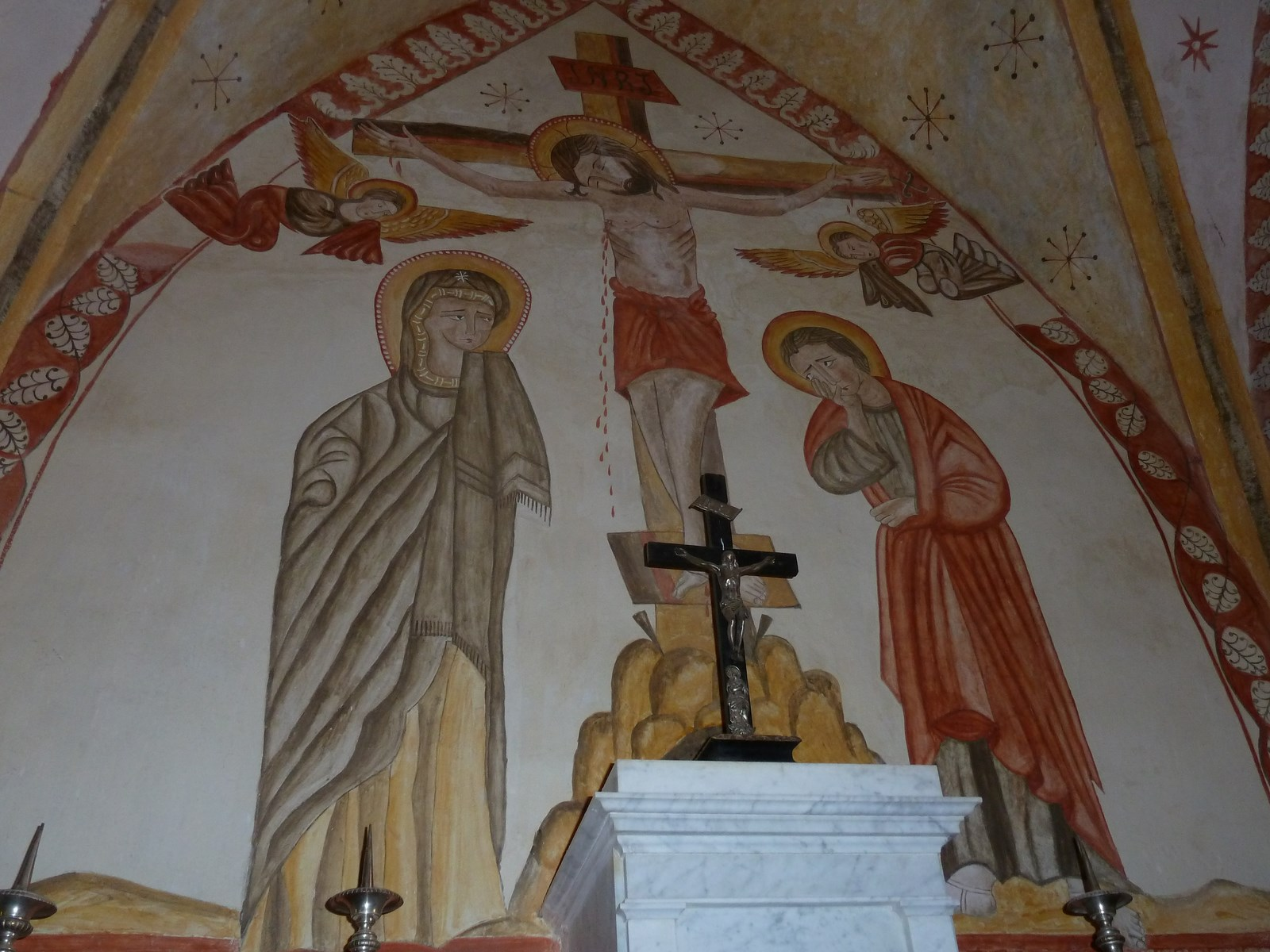